# 海藻

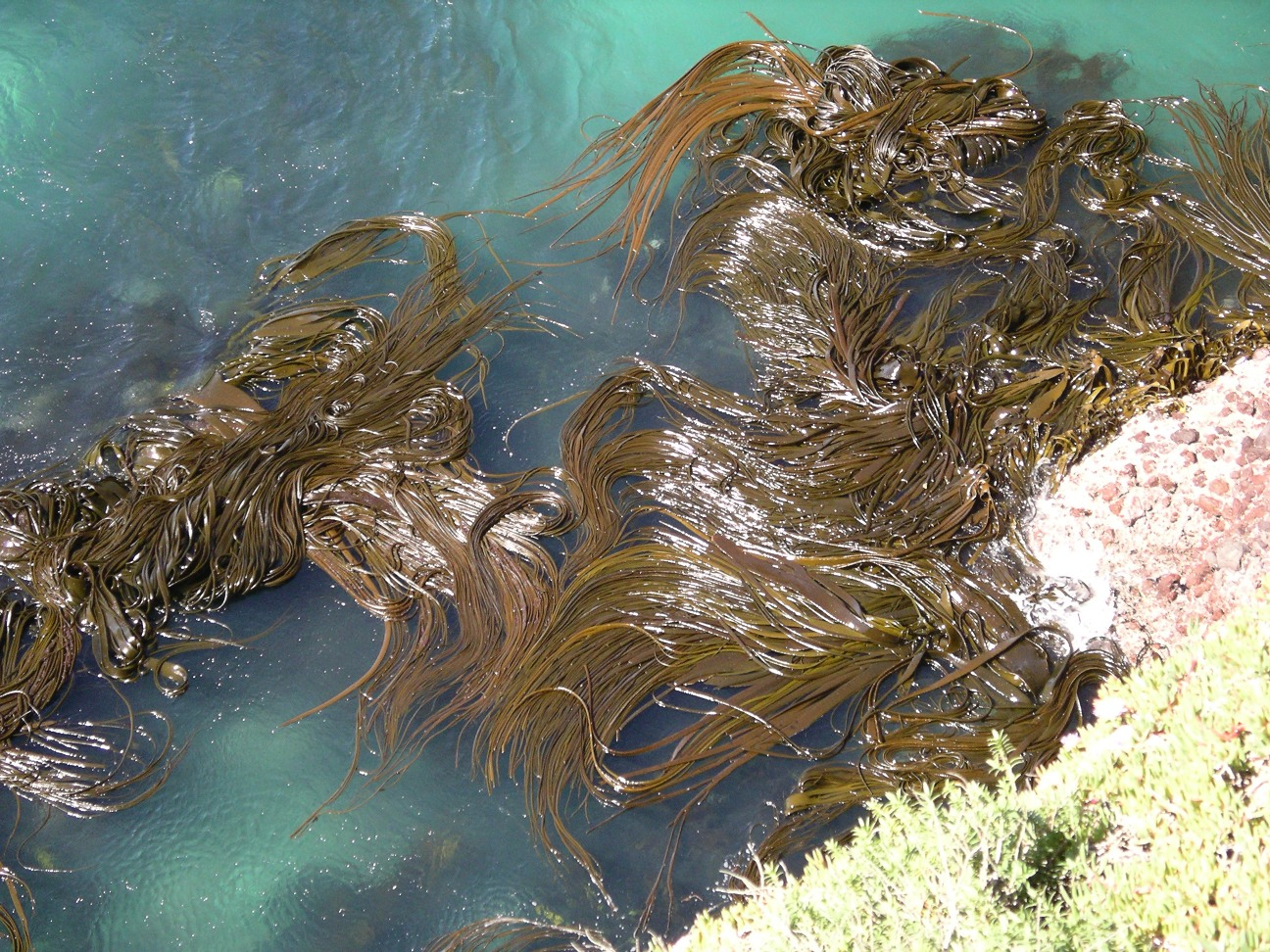
海藻

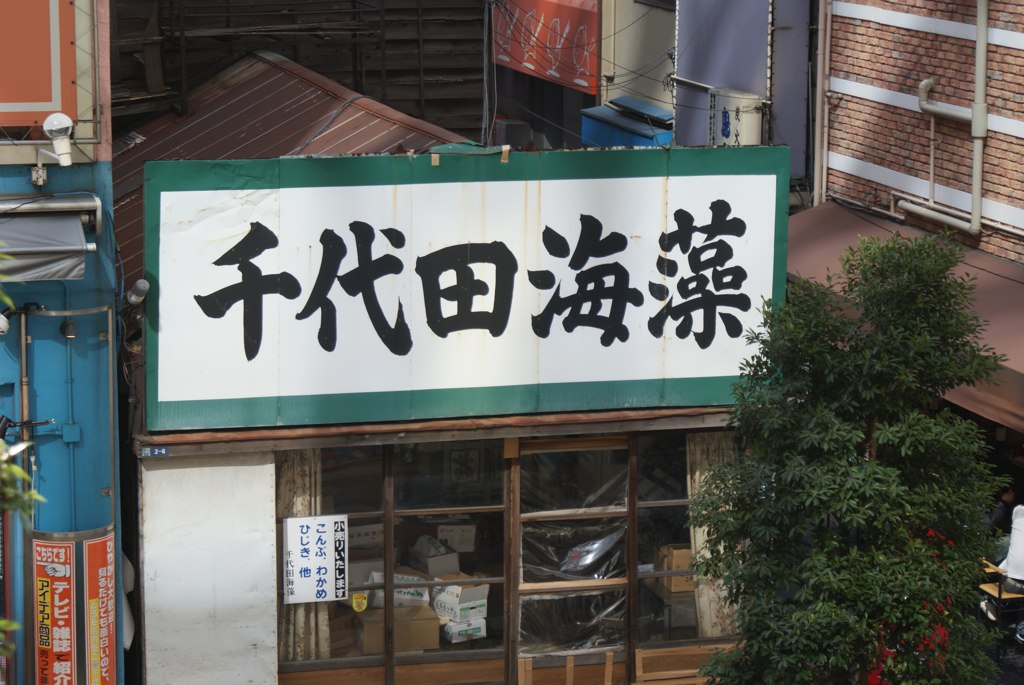
日本海藻食用化產業

海藻（seaweed）又称大型藻（macroalgae），泛指所有在海裡生長的肉眼可見的多細胞藻類生物。有時，亦包括一些其他近似，但不同種屬的生物。
藻類涵蓋了原核生物、原生生物和植物界。原核生物界中的藻類有藍綠藻和一些生活在無機動物中的原核綠藻。屬於原生生物界中的藻類有裸藻門、甲藻門（或稱渦鞭毛藻）、隱藻門、金黃藻門（包括矽藻等浮游藻）、紅藻門、綠藻門和褐藻門。而生殖構造複雜的輪藻門則屬於植物界。屬於大型藻者一般僅有紅藻門、綠藻門和褐藻門等為大型肉眼可顯而易見之固著性藻類。此類大型藻幾乎99%以上之種類棲息於海水環境中，故大型藻多以海藻稱之。另外，有些肉眼可見的固著性藍綠藻和少數之矽藻嚴格而言應該亦屬於大型藻的範圍。

## 食用海藻
食用海藻指的是可以作为食品或食品添加剂的藻类。全世界可食用的藻类有100多种，中国沿岸可供食用的藻类有50多种。常见的食用海藻有海带、裙带菜和紫菜等。
食用海藻的消费在在热带的南亚和东南亚都得到广泛的利用，日本食用海藻的比例相当高，而在西方国家却很有限。中国近年来食用海藻的范围不断扩大，生产和消费量逐年上升，同时，海藻养殖业也不断在发展，海带、裙带菜的养殖和生产加工规模日益扩大。
日本和朝鲜半岛主要养殖甘紫菜，近十几年来，遭遇病害侵袭，养殖规模有所下降。

## 外部連結
- （日語）日本海藻協会 （页面存档备份，存于）
- （日語）海藻 - 「健康食品」の安全性・有効性情報 （国立健康・栄養研究所）
- 海藻 中藥材圖像數據庫  (香港浸會大學中醫藥學院) （中文）（英文）